# Cnidoglanis macrocephalus
Cnidoglanis macrocephalus — єдиний вид роду Cnidoglanis родини вугрехвості соми ряду сомоподібні. Інші назви «естуарієвий сом», «південноавстралійський сом», «сом річки Свон». Наукова назва походить від грецьких слів knide, тобто «кропива», та glanis — «сом».

## Опис
Загальна довжина сягає 90-91 см при вазі 2,5 кг. Голова велика, широка, сплощена зверху. Очі маленькі, зір слабенький. Є 5 пар товстих вусиків, що ростуть навколо рота. Тулуб вугреподібний. Скелет складається з 77-78 хребців. Спинний і грудні плавці мають гострі й отруйні шипи. Жировий, анальний та хвостовий плавці з'єднані між собою. Грудні та черевні плавці невеличкі.
Забарвлення спини темно-сіре або коричневе. Черево білувато-кремове.

## Спосіб життя
Є демерсальною рибою. Зустрічається в морських і солонуватих естуарних водах, на прибережних коралових рифах. Віддає перевагу мілководним затокам з чистою чорною водою. Оселяється недалеко від берега або в гирлах річок на глибині до 30 метрів. Вдень ховається в норах, банках або під камінням. Полює вночі, здобич шукає за допомогою вусів. Живиться донними безхребетними, переважно двостулковими і одностулковими молюсками, креветками, а також морськими хробаками і водоростями. Доволі ненажерливий хижак. Молодь споживає рачків.
Головні вороги — пелікани і баклани, від яких захищається за допомогою шипів на плавцях. Вони спричиняють хворобливі поранення.
Спочатку соми облаштовують місця, де має з'явитися їх потомство: зазвичай це укриття під камінням або в коренях прибережних рослин. Тут відбувається спарювання і кладка яєць, які майбутній батько оберігає до тих пір, поки з них не вилупляться мальки, а потім ще цілий місяць доглядає за малюками.
Має м'яке ніжне м'ясо, приємне на смак.
Тривалість життя близько 13 років.

## Розповсюдження
Мешкає у водоймах біля берегів Західної Австралії, Південної Австралії та далі до Квінсленда, а ще на острові Тасманія (в річці Дак).